# 青山友紀
青山 友紀（あおやま ゆき、1975年10月9日 - ）は、元山形放送 (YBC) のアナウンサーである。

## 略歴
千葉県市川市出身。身長166cm。千葉県立船橋高等学校、國學院大學卒業後、1999年にYBCに入社。同期に元同局アナウンサーの佐藤智恵子がいる。2011年、第32回NNSアナウンス大賞ラジオ部門大賞を受賞。
2025年3月末をもって山形放送を退社した。

## 担当番組

### テレビ
- ピヨ卵ワイド
- YBC Newsリアルタイム
- YBC news every.
- YBCニュース

### ラジオ
- ミュージックブランチ（木曜担当）